# C. Brouwer en G. Ras
Dr. C. (Cornelis) Brouwer (Meerkerk, 31 januari 1885 - Haarlem, 21 september 1965) en dr. G. (Gerard) Ras (Utrecht, 18 februari 1880 - Haarlem, 5 januari 1966) waren twee Nederlandse germanisten die samen gedurende vele decennia tal van veelgelezen uitgaven voor het schoolvak Duits publiceerden.
Brouwer was leraar Duits aan de 1e H.B.S. in Haarlem en Ras conrector aan het Stedelijk Gymnasium, ook in Haarlem.
Generaties van leerlingen leerden Duits met behulp van de Schwere Wörter (1e druk 1919) en de Nieuwe Duitse spraakkunst. Nog in 1975 verscheen van deze uitgaven een 28e, respectievelijk 21e druk. 
Schwere Wörter werd oorspronkelijk geschreven door de Duits-Joodse germanist Jacob Gerzon, die tijdens de Tweede Wereldoorlog in Sobibór werd vermoord. Vanaf de derde druk (1925) werd het boek herzien door Brouwer en Ras. In 1943 verscheen een uitgave waarin als auteurs alleen Brouwer en Ras werden vermeld. Na de oorlog werd Gerzon weer vermeld, al raakte de uitgave onlosmakelijk verbonden aan de namen Brouwer en Ras.
Naast lesmethodes, met name op het gebied van woord- en grammaticaverwerving, gaven Brouwer en Ras ook series van bewerkte leesboekjes voor het middelbaar onderwijs uit.